# ASYS Automatisierungssysteme
ASYS Automatisierungssysteme ist ein Maschinenbauunternehmen aus Dornstadt. Die ASYS Group entwickelt produziert unter anderem Handlingsysteme für die Elektronikfertigung, Schablonen- und Siebdrucker für das Aufbringen von Lotpaste auf Leiterplatten oder Metallisierungspaste auf Solarzellen sowie Automatisierungstechnik für die Medizintechnik und pharmazeutische Industrie.
Die ASYS Automatisierungssysteme GmbH wurde 1992 durch Werner Kreibl und Klaus Mang gegründet. Im Jahr 2021 deckte das angebotene Produktportfolio rund „75 % einer kompletten SMT-Produktionslinie“ ab. ASYS ist hauptsächlich in den Marktsegmenten Elektronik, Energie und Life Science tätig.